# Meterana levis
Meterana levis là một loài bướm đêm trong họ Noctuidae.